# تايلر يونغ (سائق سباق)
تايلر يونغ (بالإنجليزية: Tyler Young)‏ هو سائق سباق أمريكي، ولد في 15 يوليو 1990 في مدلاند في الولايات المتحدة.

## وصلات خارجية
- الموقع الرسمي
- تايلر يونغ على موقع Racing-Reference.info (الإنجليزية)